# Oligocottus
Oligocottus és un gènere de peixos pertanyent a la família dels còtids.

## Taxonomia
- Oligocottus latifrons (Gilbert & Thompson, 1905)
- Oligocottus maculosus (Girard, 1856)[2]
- Oligocottus rimensis (Greeley, 1899)[3]
- Oligocottus rubellio (Greeley, 1899)[3]
- Oligocottus snyderi (Greeley, 1898)[4][5][6][7][8][9]